# Maroalopoty
Maroalopoty est une commune urbaine malgache située dans la partie sud de la région d'Androy.